# Orlando Robinson
Orlando Lamon Robinson Jr. (Las Vegas, 10 de julho de 2000) é um jogador norte-americano de basquete profissional que joga no Toronto Raptors da National Basketball Association (NBA) e no Raptors 905 do G-League.
Ele jogou basquete universitário por Fresno State.

## Carreira no ensino médio
Robinson começou sua carreira no ensino médio na Centennial High School em Las Vegas. Antes de sua terceira temporada, ele se transferiu para a Cathedral High School em Los Angeles e marcou 29 pontos em seu primeiro jogo. Robinson frequentou a Middlebrooks Academy em sua última temporada. Em 11 de outubro de 2018, ele se comprometeu com Fresno State e rejeitou as ofertas de Oregon State, Georgia Tech e Boise State.

## Carreira universitária
Como calouro, Robinson teve médias de 12,2 pontos e 6,6 rebotes. Na entressafra, ele trabalhou no manuseio da bola e no treinamento de força em meio à pandemia de COVID-19. Em 4 de janeiro de 2021, ele registrou 33 pontos, o recorde de sua carreira, e 13 rebotes na vitória por 81-61 contra Wyoming. Em seu segundo ano, Robinson teve médias de 14,6 pontos, 9,2 rebotes e 2,1 assistências e foi nomeado para a Segunda Equipe da Mountain West. Em sua terceira temporada, ele foi nomeado para a Primeira-Equipe da Mountain West após ter médias de 19,4 pontos, 8,4 rebotes e 2,9 assistências.

## Carreira profissional

### Miami Heat / Sioux Falls Skyforce (2022–2024)
Depois de não ser selecionado no draft da NBA de 2022, Robinson foi contratado pelo Miami Heat em 14 de julho de 2022.
Em 24 de outubro de 2022, Robinson se juntou ao Sioux Falls Skyforce para a pré-temporada. Em 13 de novembro, Robinson assinou um contrato de mão dupla com o Miami Heat. Ele foi dispensado pelo Heat em 25 de novembro e, posteriormente, voltou ao Skyforce. No entanto, em 11 de dezembro, ele assinou um segundo contrato bilateral. O Heat chegou às Finais da NBA de 2023, mas perdeu para o Denver Nuggets em 5 jogos. Como jogador com contrato de duas vias, Robinson não pôde participar dos playoffs.
Em 1º de julho de 2023, o Heat assinou um contrato padrão com Robinson, encerrando sua atribuição conjunta ao Skyforce. Em 7 de julho de 2024, o Heat dispensou Robinson.

### Sacramento / Stockton Kings (2024–2025)
Em 7 de agosto de 2024, Robinson assinou com o Sacramento Kings. Em 7 de outubro de 2024, Robinson sofreu uma entorse no ligamento colateral medial que o deixou fora por pelo menos quatro semanas. Durante a temporada, ele foi designado várias vezes para o Stockton Kings. Em 7 de janeiro de 2025, ele foi dispensado pelos Kings.

### Toronto Raptors (2025–Presente)
Em 18 de janeiro de 2025, Robinson assinou um contrato de 10 dias com o Toronto Raptors e dez dias depois, ele assinou um segundo contrato de 10 dias. Após o término do seu segundo contrato, Robinson assinou um contrato de duas vias com os Raptors em 7 de fevereiro de 2025.

## Estatísticas da carreira

### NBA

#### Temporada regular
| Ano      | Equipe     | PJ | PT | MPJ  | AP   | 3P   | LL   | RT  | AS  | BR | TO | PPJ |
| -------- | ---------- | -- | -- | ---- | ---- | ---- | ---- | --- | --- | -- | -- | --- |
| 2022–23  | Miami      | 31 | 1  | 13.7 | .528 | .000 | .710 | 4.1 | .8  | .4 | .4 | 3.7 |
| 2023–24  | Miami      | 36 | 7  | 8.4  | .500 | .533 | .760 | 2.3 | .9  | .2 | .2 | 2.8 |
| 2024–25  | Sacramento | 9  | 0  | 6.3  | .412 | .200 | .571 | 1.6 | 1.0 | .3 | .1 | 2.1 |
| 2024–25  | Toronto    | 7  | 0  | 11.1 | .364 | .000 | .769 | 2.7 | .4  | .4 | .3 | 3.7 |
| Carreira | Carreira   | 83 | 8  | 9.8  | .450 | .183 | .702 | 2.6 | .7  | .3 | .2 | 3.0 |

#### Play-In
| Ano  | Equipe | PJ | PT | MPJ | AP | 3P | LL | RT | AS  | BR  | TO | PPJ |
| ---- | ------ | -- | -- | --- | -- | -- | -- | -- | --- | --- | -- | --- |
| 2024 | Miami  | 1  | 0  | 2.4 | —  | —  | —  | .0 | 1.0 | 1.0 | .0 | .0  |

#### Playoffs
| Ano  | Equipe | PJ | PT | MPJ | AP   | 3P   | LL | RT  | AS  | BR | TO | PPJ |
| ---- | ------ | -- | -- | --- | ---- | ---- | -- | --- | --- | -- | -- | --- |
| 2024 | Miami  | 1  | 0  | 2.5 | .000 | .000 | —  | 1.0 | 1.0 | .0 | .0 | .0  |

### Universitário
| Ano      | Equipe       | PJ | PT | MPJ  | AP   | 3P   | LL   | RT  | AS  | BR  | TO  | PPJ  |
| -------- | ------------ | -- | -- | ---- | ---- | ---- | ---- | --- | --- | --- | --- | ---- |
| 2019–20  | Fresno State | 30 | 30 | 27.3 | .492 | .250 | .705 | 6.6 | 1.6 | .8  | 1.0 | 12.2 |
| 2020–21  | Fresno State | 24 | 24 | 31.9 | .443 | .333 | .721 | 9.2 | 2.1 | .9  | .8  | 14.6 |
| 2021–22  | Fresno State | 36 | 36 | 33.2 | .484 | .352 | .716 | 8.4 | 2.9 | 1.0 | 1.2 | 19.4 |
| Carreira | Carreira     | 90 | 90 | 30.8 | .473 | .311 | .714 | 8.0 | 2.1 | .9  | 1.0 | 15.3 |